# Fiat 124 Sport Coupé
Fiat 124 Sport Coupé este un coupé cu două uși și patru locuri, produs de Fiat în trei generații, între anii 1967 și 1975. Modelul a fost bazat pe sedanul Fiat 124. 
Motorul său cu patru cilindri în linie, cu bloc din aluminiu și chiulasă din fontă, echipat cu două axe cu came în capul motorului („motorul Lampredi”), a fost proiectat de Aurelio Lampredi, fost inginer Ferrari. Prima generație (AC, 1967–1969) a fost echipată inițial cu un motor de 1.438 cm³, extins la 1.608 cm³ pentru generația a doua (BC, 1969–1972). A treia generație (CC, 1972–1975) a fost oferită inițial cu un motor de 1.592 cm³, ulterior înlocuit cu unul de 1.756 cm³ (unele modele CC timpurii au folosit motoare rămase de 1.608 cm³).
Echiparea standard includea o cutie de viteze manuală cu cinci trepte (primele modele AC aveau patru trepte), frâne cu disc asistate pe toate roțile, suspensie față cu brațe duble suprapuse, carburatoare dual-choke Weber sau Solex (două unități pentru motorul de 1.608 cm³ al seriei BC, cu excepția versiunii SUA, adaptată la normele de emisii), pompă electrică de combustibil (seria CC) și suspensie spate cu arcuri elicoidale.
Fiat 124 Sport Coupé a fost fabricat sub licență și în Spania, sub denumirea SEAT 124 Sport, echipat cu motoare de 1.600 cm³ (FC-00) și 1.800 cm³ (FC-02).

## Design
Modelul 124 Sport Coupé a fost proiectat ca un coupé notchback cu trei volume și două uși de către Mario Boano, cunoscut pentru designul caroseriei modelului Ferrari 250 GT „Boano”. Pentru construcția acestuia, au fost utilizate componente comune cu sedanul FIAT 124 „Berlina” din 1966. Boano, angajat al departamentului „Centro Stile Fiat”, a coordonat proiectarea, în timp ce modelul decapotabil Fiat 124 Sport Spider (cu ampatament redus cu 14 cm față de berlina) a fost realizat de Pininfarina.
Au fost produse aproximativ 113.000 de unități AC Coupé, 98.000 de unități BC Coupé cu motoare de 1.438 cm³/1.608 cm³ și circa 75.000 de unități CC Coupé. Fiecare generație a avut modificări unice în funcție de an (de exemplu, lipsa barei de stabilizare spate la modelele AC din 1969).
Modelul Fiat 124 Spider Abarth era echipat cu două carburatoare Weber 44 IDF, spre deosebire de versiunile obișnuite 124 Coupé și Spider, care aveau carburatoare Weber 40 IDF. Motoarele Fiat cu două axe cu came aveau tendința de a fi supra-pătrate (alezaj > cursă), dar motorul de 1.608 cm³ era perfect pătrat (80 mm × 80 mm), permițând turații înalte datorită configurației cu axe cu came în cap și carburatoare optimizate.

### Motoare
- 1400 (1.438 cm³) – 90 CP (67 kW; 91 PS)
- 1600 (1.608 cm³) – 110 CP (82 kW; 112 PS)
- 1600 (1.592 cm³) – 108 CP (81 kW; 109 PS)
- 1800 (1.756 cm³) – 118 CP (88 kW; 120 PS)

## Istoric

### Prima serie, 1967–1969 (tip 124 AC)

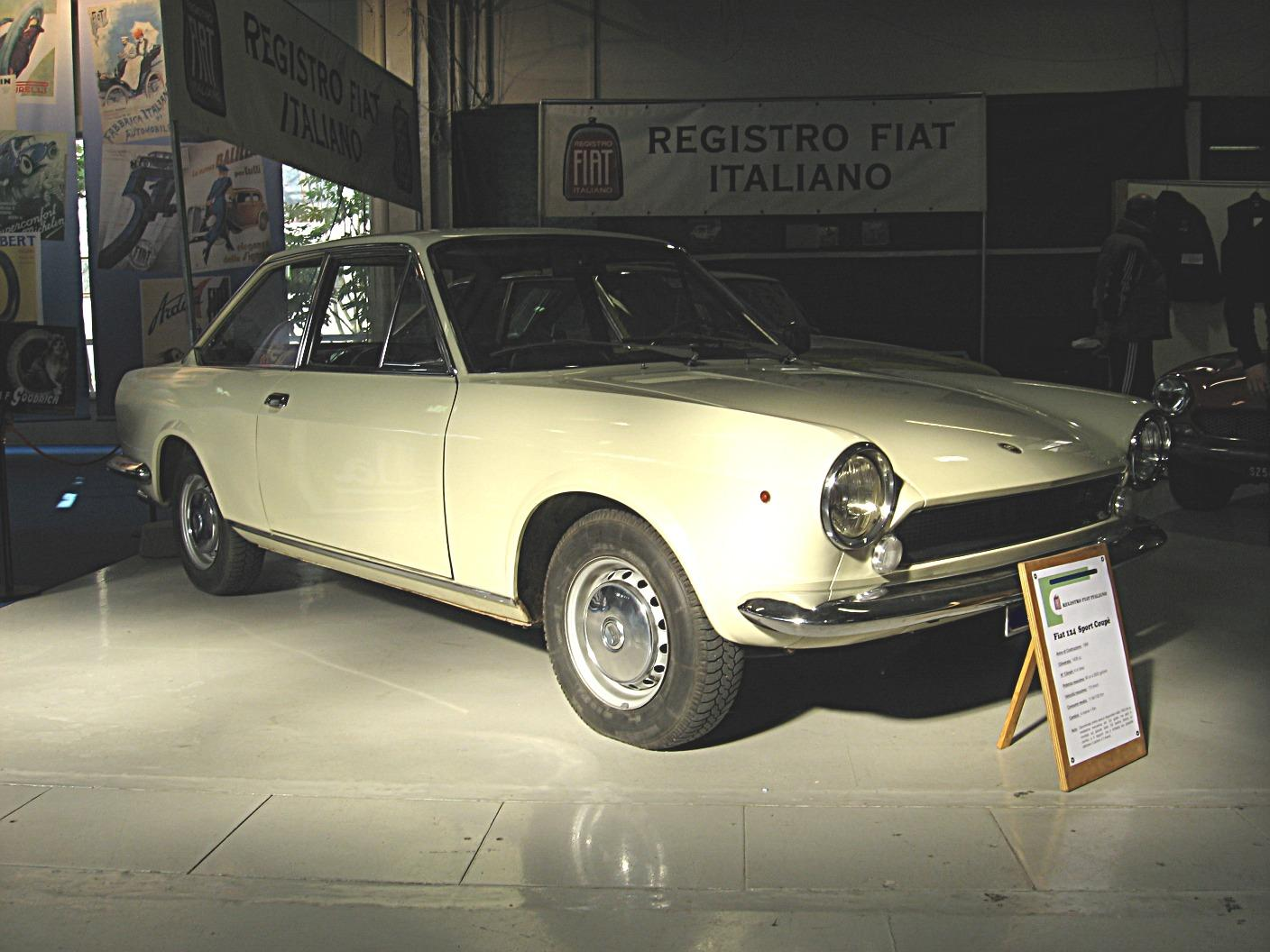
Fiat 124 Sport Coupé AC

- 1967 AC – începe cu numărul 000001 până la #034513
- 1968 AC – continuă cu numerele #034514 până la #066279
- 1969 AC – continuă cu numerele #066280 până la #113869

Modelul AC a debutat în 1967 și era echipat cu un motor de 1.438 cm³ cu două axe cu came și o cutie de viteze cu patru trepte (o opțiune cu cinci trepte a fost introdusă la mijlocul anului 1967), bare stabilizatoare față-spate și un ax spate cu tub de torsiune. Dotările erau: vitezometru cu scală până la 200 km/h, trei manometre suplimentare, volan cu inserții de lemn decorativ, bord și consolă cu aspect de lemn, precum și stopuri identice cu cele de pe Lamborghini Espada și Iso Rivolta.
Fiat 124 Sport Coupé era modern atât în ceea ce privește designul șasiului, cât și al motorului. Sistemul de frânare includea patru discuri de 230 mm, prevăzute cu o supapă proporțională adaptivă la distribuția greutății față/spate. Alte caracteristici includeau un sistem de răcire etanș, un ventilator cu ambreiaj vâscos și o curea dințată pentru distribuția motorului cu două axe cu came, fiind primul motor produs în masă care utiliza acest sistem în locul tradiționalei lanțuri de distribuție.
Axul spate cu tub de torsiune al seriei A a fost înlocuit la mijlocul anului 1968 cu un ax cu patru brațe longitudinale și bară Panhard, configurație păstrată și pentru seriile B și C.

### A doua serie, 1969–1972 (tip 124 BC)
- 1970 BC – nr. #113870 - #115876
- 1971 BC 1438 cm³ – nr. #115877 - #139912
- 1971 BC1 1608 cm³ – nr. #139913
- 1972 BC1 1608 cm³ – nr. #181442

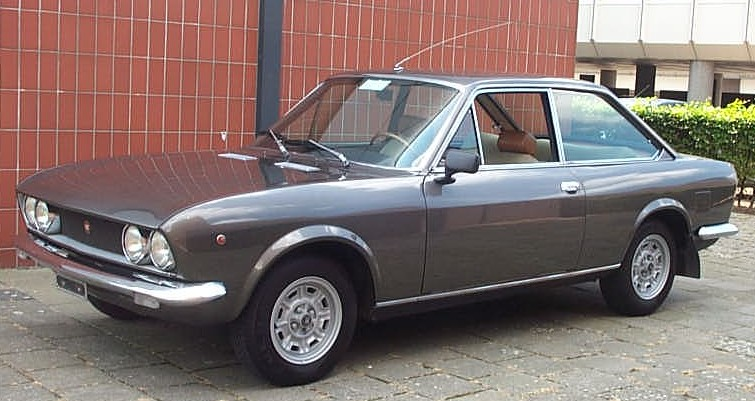
Fiat 124 Sport Coupé 1600 BC 1969

Modelul BC a beneficiat de un design revizuit, cu faruri duble și stopuri modificate, partajate cu Lamborghini Jarama.
Seria BC era disponibilă cu motoarele de 1438 cm³ și ulterior cu cel de 1608 cm³ (introdus mai devreme în Europa). Alte caracteristici erau similare cu seria AC, însă tabloul de bord era echipat cu un vitezometru gradat până la 220 km/h, un tachometru de 9.000 rpm (pentru motorul de 1.608 cm³) și un ceas. Volanul avea spițe vopsite în negru, iar scaunele aveau pentru prima dată inserții textile în centru. Interiorul a renunțat la finisaje din lemn, adoptând panouri în vinil negru și rame negre mate ale instrumentelor. În consola centrală, fantele de ventilație „ochi de pisică” au înlocuit panoul decorativ al seriei AC.
Opțiunile disponibile includeau geamuri verzi fumurii, jante din aliaj Cromodora cu capac central cromat (asemănător seriei AC opționale), radio, tetiere pentru scaune, dezaburire electrică a lunetei, aprindere electronică. Spre finalul seriei BC, aerul condiționat a devenit opțional. Rezervorul de combustibil avea o capacitate de 46 litri.

### A treia serie, 1972–1975 (tip 124 CC)
- 1973 CC 1608 cm³ – nr. #206905
- 1973 CC 1592 cm³ – nr. #213370
- 1974 CC1 1756 cm³ – nr. #240100
- 1975 CC1 1756 cm³ – nr. #269934

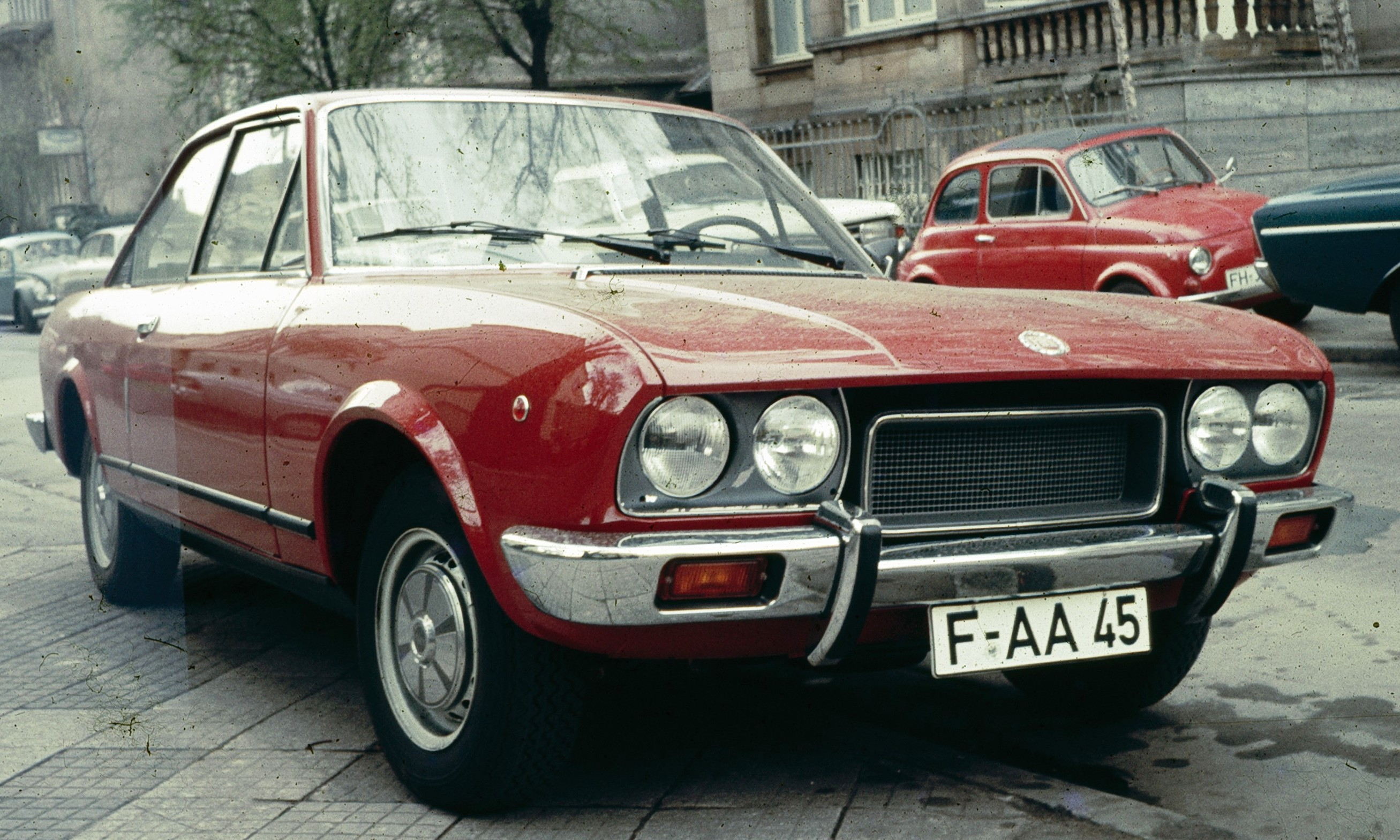
Fiat 124 Sport Coupé CC

Modelul CC a fost lansat în 1973, având un design frontal nou și un spate mai pătrățos, cu un capac al portbagajului mai adânc. Stopurile au fost, de asemenea, modificate, având acum o dispunere verticală, iar geamurile laterale spate au fost redesenate.
Seria CC a debutat cu un număr limitat de modele echipate cu motorul de 1.608 cm³, ulterior înlocuit cu un motor revizuit de 1.592 cm³ revizuit (cu o cursă mai scurtă de 79,2 mm pentru a se încadra într-o clasă fiscală favorabilă în Italia) și un motor cu un alezaj mărit de 84 mm, atingând o cilindree de 1.756 cm³. Motoarele de 1.592 cm³ și 1.756 cm³ (preluate de la Fiat 132, lansat în 1972) utilizau un carburator unic Weber 34 DMS. Motorul de 1.756 cm³ era cel mai puternic, dezvoltând 88 kW (118 CP) și atingând o viteză maximă de 185 km/h.
Interiorul seriei CC includea un tablou de bord revizuit cu panou inferior pe partea pasagerului, față de aluminiu în fața șoferului și scaune acoperite integral cu material textil. Volanul avea inel din vinil și spițe argintii anodizate. Jantele opționale Cromodora, cu design revizuit (8 fante), renunțau la capacul central cromat, expunând șuruburile. Acestea diferau de jantele originale cu 6 fante folosite anterior pe seria 124.

## SEAT 124 Sport

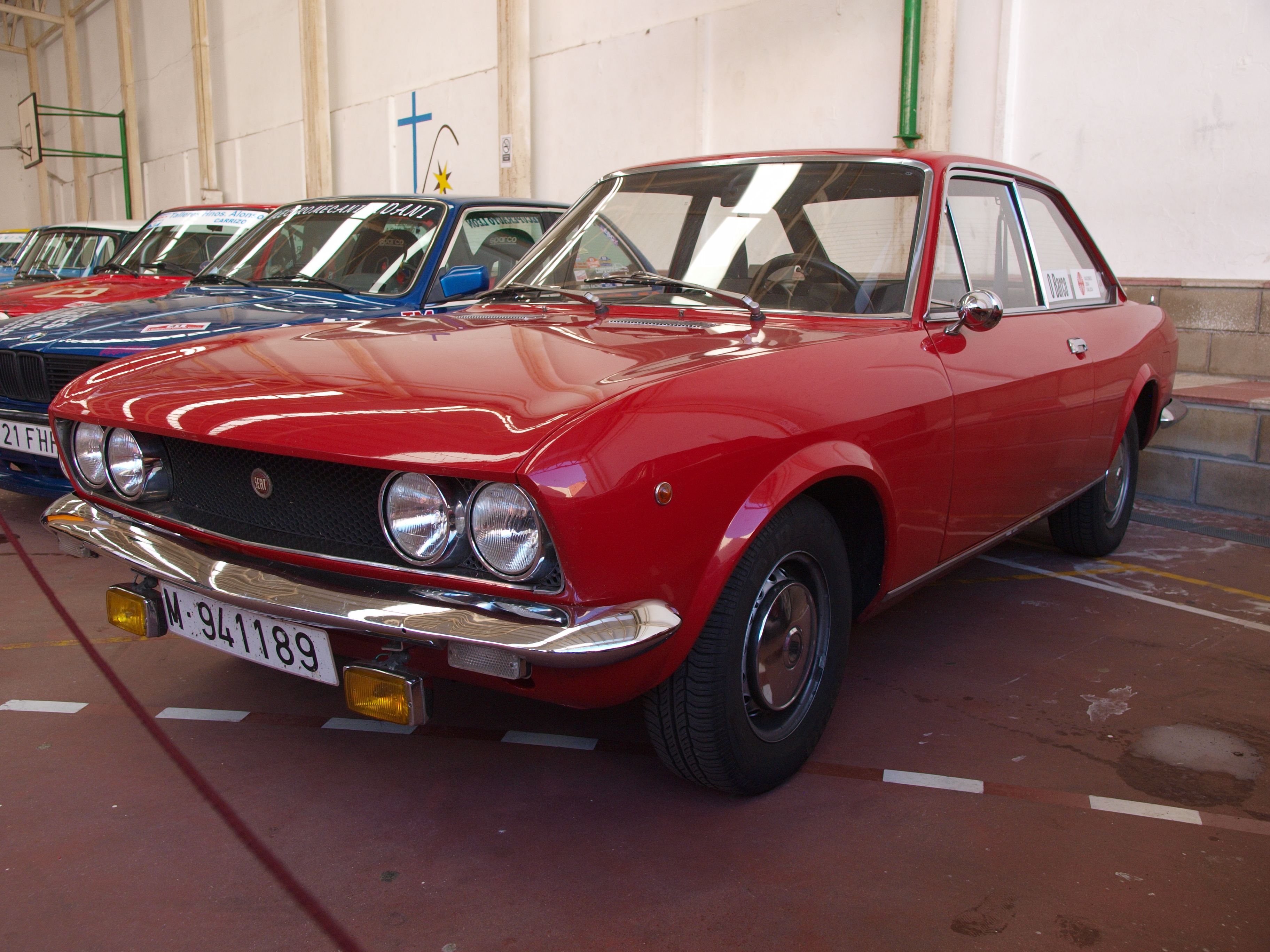
Seat 124 SC 1600

Automobilul a fost produs și sub licență în Spania, fiind echipat cu motoare de 1600 cm³ (FC-00) și 1800 cm³ (FC-02), sub denumirea de SEAT 124 Sport. Prima serie produsă era echivalentă cu seria BC a versiunii Fiat și utiliza motoare de 1608 cm³ codificate FA, furnizate direct de Fiat. A doua serie era o copie directă a modelului CC și era echipată exclusiv cu motoare de 1756 cm³, codificate FC și mai rar 132AC.
Ulterior, SEAT a dezvoltat facilități pentru producția proprie a motoarelor din această familie, dar versiunile Sport au fost, de fapt, fabricate în Italia.